# أسروة لسورسيانية
أسروة لسورسيانية (الاسم العلمي: Aseroe lysuroides) هو نوع من الفطريات يتبع جنس الأسروة من فصيلة الفالوسية.